# À fond le slip !
 (août 2018).
Si vous disposez d'ouvrages ou d'articles de référence ou si vous connaissez des sites web de qualité traitant du thème abordé ici, merci de compléter l'article en donnant les références utiles à sa vérifiabilité et en les liant à la section « Notes et références ».
À fond le slip ! est le quinzième album de la série de bande dessinée Titeuf écrite et dessinée par Zep. L'album est sorti en 2017.

## Liste des planches
1. Multiteuf
2. Nadiamorphose
3. Le test d'orientatologie
4. Fouille fatale
5. Mes parents sont pô ivégétariens
6. Loïc l'illuminé
7. La guerre de la rue Radiget
8. Le retour de la fin du monde
9. Ma p'tite sœur atomique
10. Le roi de la piste
11. Pôv Momo
12. Cyber boloss
13. Justice Thérèse
14. Logique titeufiènne
15. L'invulnérable discret-man
16. Tutoriel
17. Papa-les-bons-tuyaux
18. Pô tout à fait acquis
19. Commandant Titeuf
20. Zen
21. Love commando
22. Le pourriseur
23. Monsieur Huguet
24. Vigie pirate
25. Harry Potteuf
26. Welcome league
27. Le vestiaire de la honte
28. Le pédophile des maths (2 planches)
29. Evil tableau
30. Prématuré
31. Stretching
32. Boum!
33. La campagne électorale
34. La campagne électorale 2
35. Marrons de destruction massive
36. Beaux-arts
37. X-man
38. Les liaisons dangereuses
39. Menu du jeudi
40. Zéro en love
41. Chacun son tour
42. À fond le slip!